# 阿尔诺·卡明哈
阿尔诺·卡明哈（荷蘭語：Arno Kamminga，1995年10月22日—）是一名荷兰男子游泳运动员，主攻蛙泳。他在童年时开始从事救生，直到2012年才开始练习竞技游泳。他最初他认为游泳仅仅只是作为自己的爱好，而自己也仅处于业余水平，直到2016年夏天，教练邀请他进入国家队，之后他的水平有了明显的提升，2017年，他参加丹麦哥本哈根进行的欧洲短池游泳锦标赛，收获男女混合4×50米混合泳接力项目的金牌，这是他的首枚国际主要赛事奖牌。